# Sint-Oedenrode
Sint-Oedenrode – miasto i gmina w prowincji Brabancja Północna w Holandii. Liczy sobie 17 944 mieszkańców (2014). Leży nad rzeką Dommel.

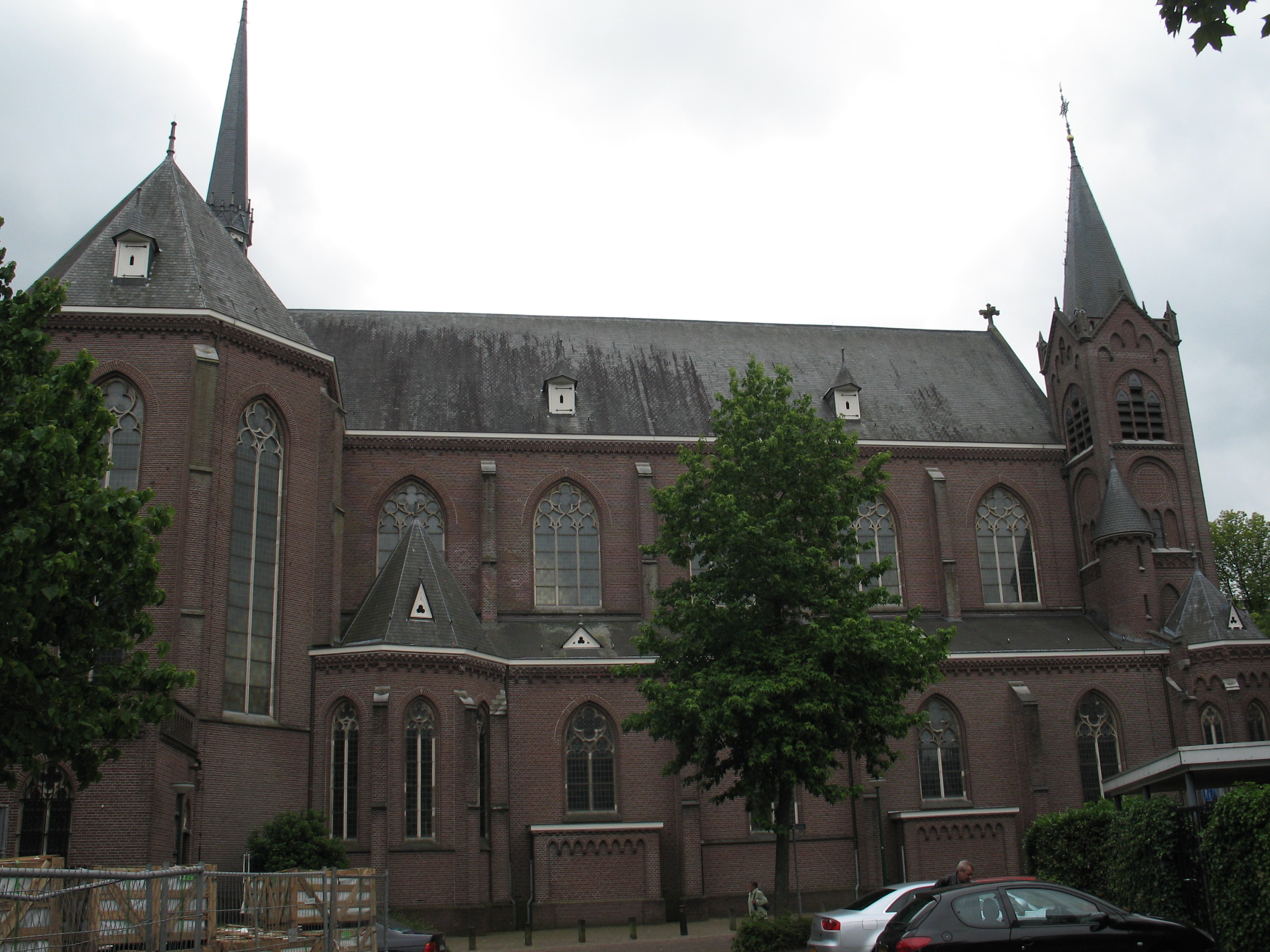
Kościół St Martin

W mieście znajduje się zamek Henkenshage z pięknym parkiem, a także zamek Dommelrode, obecnie siedziba władz miejskich. Roku 1434 sięga tamtejszy Szpital św. Pawła. W Sint-Oedenrode znajduje się także neogotycki kościół St Martin. Stoi na miejscu starej romańskiej świątyni zbudowanej w XI wieku i zbudzonej w 1807 roku. W 1808 roku konsekrowany został nowy kościół, ale i ten nie przetrwał do naszych czasów zamieniony w 1915 roku na obecną budowlę.
Przez gminę przechodzi autostrada A50.